# Hrabstwo Shawano
Hrabstwo Shawano (ang. Shawano County) – hrabstwo w stanie Wisconsin w Stanach Zjednoczonych.
Obszar całkowity hrabstwa obejmuje powierzchnię 909,33 mil² (2355,15 km²). Według szacunków United States Census Bureau w roku 2009 miało 41 166 mieszkańców. Jego siedzibą administracyjną jest Shawano.
Hrabstwo zostało utworzone z Oconto w 1853. Nazwa pochodzi od słowa Indian Menominów, oznaczającego południe.
Na obszarze hrabstwa znajdują się rzeki Embarrass, Oconto, Pensaukee, Pigeon, Red River, Shioc i Wolf oraz 134 jezior.

## Miasta
- Almon
- Angelica
- Aniwa
- Bartelme
- Belle Plaine
- Birnamwood
- Fairbanks
- Germania
- Grant
- Green Valley
- Hartland
- Herman
- Hutchins
- Lessor
- Maple Grove
- Morris
- Navarino
- Pella
- Red Springs
- Richmond
- Seneca
- Shawano
- Washington
- Waukechon
- Wescott
- Wittenberg

## Wsie
- Aniwa
- Birnamwood
- Bonduel
- Bowler
- Cecil
- Eland
- Gresham
- Mattoon
- Pulaski
- Tigerton
- Wittenberg

## CDP
- Angelica
- Caroline
- Green Valley
- Krakow
- Leopolis
- Navarino
- Pella
- Pulcifer
- Thornton
- Tilleda